# Distrito de Laon
El distrito de Laon es un distrito (en francés, arrondissement) del departamento de Aisne, situado en la región de Alta Francia (en francés, Hauts-de-France). Tiene una población estimada, en 2020, de 154 583 habitantes.
Cuenta con 240 comunas.

## Cantones
A partir de 2015, los cantones dejaron de ser subdivisiones administrativas para pasar a ser meras circunscripciones electorales departamentales, vigentes solamente durante las elecciones para concejales.
Por lo tanto, el cantón en Francia no es una persona jurídica, no tiene presupuesto, ni competencia, ni empleados, ni administrador, a diferencia de las comunidades de municipios u otras administraciones locales. Solo existe en el contexto de elecciones departamentales.
El "cantón" en el sentido popular ("los habitantes del cantón") es, por lo tanto, hoy una denominación desprovista de cualquier fundamento particular.

## Comunas
Al 1 de enero de 2022, el distrito agrupa las siguientes comunas:
1. Abbécourt
2. Achery
3. Agnicourt-et-Séchelles
4. Aguilcourt
5. Aizelles
6. Amifontaine
7. Amigny-Rouy
8. Andelain
9. Anguilcourt-le-Sart
10. Anizy-le-Grand
11. Arrancy
12. Assis-sur-Serre
13. Athies-sous-Laon
14. Aubigny-en-Laonnois
15. Aulnois-sous-Laon
16. Autremencourt
17. Autreville
18. Barenton-Bugny
19. Barenton-Cel
20. Barenton-sur-Serre
21. Barisis-aux-Bois
22. Bassoles-Aulers
23. Beaumont-en-Beine
24. Beaurieux
25. Beautor
26. Berrieux
27. Berry-au-Bac
28. Bertaucourt-Epourdon
29. Bertricourt
30. Besmé
31. Besny-et-Loizy
32. Béthancourt-en-Vaux
33. Bichancourt
34. Bièvres
35. Blérancourt
36. Bois-lès-Pargny
37. Boncourt
38. Bosmont-sur-Serre
39. Bouconville-Vauclair
40. Bouffignereux
41. Bourg-et-Comin
42. Bourguignon-sous-Coucy
43. Bourguignon-sous-Montbavin
44. Brancourt-en-Laonnois
45. Braye-en-Laonnois
46. Brie
47. Bruyères-et-Montbérault
48. Bucy-lès-Cerny
49. Bucy-lès-Pierrepont
50. Caillouël-Crépigny
51. Camelin
52. Caumont
53. Cerny-en-Laonnois
54. Cerny-lès-Bucy
55. Cessières-Suzy
56. Chaillevois
57. Chalandry
58. Chambry
59. Chamouille
60. Champs
61. Charmes
62. Châtillon-lès-Sons
63. Chaudardes
64. Chauny
65. Chérêt
66. Chermizy-Ailles
67. Chéry-lès-Pouilly
68. Chevregny
69. Chivres-en-Laonnois
70. Chivy-lès-Étouvelles
71. Cilly
72. Clacy-et-Thierret
73. Colligis-Crandelain
74. Commenchon
75. Concevreux
76. Condé-sur-Suippe
77. Condren
78. Corbeny
79. Coucy-la-Ville
80. Coucy-le-Château-Auffrique
81. Coucy-lès-Eppes
82. Courbes
83. Courtrizy-et-Fussigny
84. Couvron-et-Aumencourt
85. Craonne
86. Craonnelle
87. Crécy-au-Mont
88. Crécy-sur-Serre
89. Crépy
90. Cuirieux
91. Cuiry-lès-Chaudardes
92. Cuissy-et-Geny
93. Danizy
94. Dercy
95. Deuillet
96. Ébouleau
97. Eppes
98. Erlon
99. Étouvelles
100. Évergnicourt
101. La Fère
102. Festieux
103. Folembray
104. Fourdrain
105. Fresnes-sous-Coucy
106. Fressancourt
107. Frières-Faillouël
108. Froidmont-Cohartille
109. Gizy
110. Goudelancourt-lès-Berrieux
111. Goudelancourt-lès-Pierrepont
112. Grandlup-et-Fay
113. Guivry
114. Guny
115. Guyencourt
116. Jumencourt
117. Jumigny
118. Juvincourt-et-Damary
119. Landricourt
120. Laniscourt
121. Laon
122. Lappion
123. Laval-en-Laonnois
124. Leuilly-sous-Coucy
125. Lierval
126. Liesse-Notre-Dame
127. Liez
128. Lor
129. Mâchecourt
130. Maizy
131. La Malmaison
132. Manicamp
133. Marchais
134. Marcy-sous-Marle
135. Marest-Dampcourt
136. Marle
137. Martigny-Courpierre
138. Mauregny-en-Haye
139. Mayot
140. Mennessis
141. Merlieux-et-Fouquerolles
142. Mesbrecourt-Richecourt
143. Meurival
144. Missy-lès-Pierrepont
145. Molinchart
146. Monceau-lès-Leups
147. Monceau-le-Waast
148. Mons-en-Laonnois
149. Montaigu
150. Montbavin
151. Montchâlons
152. Monthenault
153. Montigny-le-Franc
154. Montigny-sous-Marle
155. Montigny-sur-Crécy
156. Mortiers
157. Moulins
158. Moussy-Verneuil
159. Muscourt
160. Neufchâtel-sur-Aisne
161. Neuflieux
162. La Neuville-Bosmont
163. La Neuville-en-Beine
164. Neuville-sur-Ailette
165. Nizy-le-Comte
166. Nouvion-et-Catillon
167. Nouvion-le-Comte
168. Nouvion-le-Vineux
169. Œuilly
170. Ognes
171. Orainville
172. Orgeval
173. Oulches-la-Vallée-Foulon
174. Paissy
175. Pancy-Courtecon
176. Parfondru
177. Pargnan
178. Pargny-les-Bois
179. Pierremande
180. Pierrepont
181. Pignicourt
182. Pinon
183. Ployart-et-Vaurseine
184. Pontavert
185. Pont-Saint-Mard
186. Pouilly-sur-Serre
187. Prémontré
188. Presles-et-Thierny
189. Prouvais
190. Proviseux-et-Plesnoy
191. Quierzy
192. Quincy-Basse
193. Remies
194. Rogécourt
195. Roucy
196. Royaucourt-et-Chailvet
197. Saint-Aubin
198. Sainte-Croix
199. Saint-Erme-Outre-et-Ramecourt
200. Saint-Gobain
201. Saint-Nicolas-aux-Bois
202. Saint-Paul-aux-Bois
203. Saint-Pierremont
204. Sainte-Preuve
205. Saint-Thomas
206. Samoussy
207. Selens
208. La Selve
209. Septvaux
210. Servais
211. Sinceny
212. Sissonne
213. Sons-et-Ronchères
214. Tavaux-et-Pontséricourt
215. Tergnier
216. Thiernu
217. Toulis-et-Attencourt
218. Travecy
219. Trosly-Loire
220. Trucy
221. Ugny-le-Gay
222. Urcel
223. Variscourt
224. Vassogne
225. Vaucelles-et-Beffecourt
226. Vauxaillon
227. Vendresse-Beaulne
228. Verneuil-sous-Coucy
229. Verneuil-sur-Serre
230. Versigny
231. Vesles-et-Caumont
232. Veslud
233. La Ville-aux-Bois-lès-Pontavert
234. Villeneuve-sur-Aisne
235. Villequier-Aumont
236. Viry-Noureuil
237. Vivaise
238. Vorges
239. Voyenne
240. Wissignicourt